# متصرفية الزور
متصرفية الزور متصرفية عثمانية كانت تضم بادية الشام الشمالية ومعظم منطقة الجزيرة السورية من جنوب ماردين إلى تدمر. تحدها من الشرق ولاية الموصل ومن الغرب ولاية حلب ومن الشمال ولاية ديار بكر ومن الجنوب الغربي ولاية سوريا. مركزها دير الزور.